# فنیل‌تولوکسامین
فنیل‌تولوکسامین(به انگلیسی: Phenyltoloxamine) یک آنتی‌هیستامین با اثرات آرام‌بخش و ضد درد است. این ماده در ترکیب با سایر داروها مانند استامینوفن (پاراستامول) موجود است.